# 阿斯卡隆

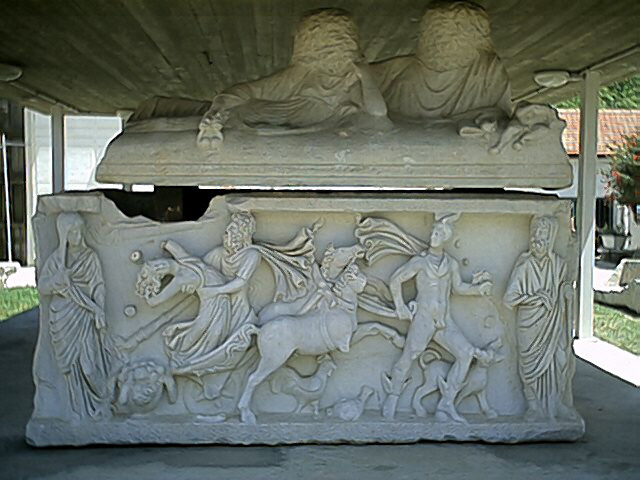
阿斯卡隆的古代石棺

阿斯卡隆是黎凡特南部地中海沿岸的一个古代近東港口城市，它位于加薩以北、雅法以南。阿斯卡隆先後被迦南人、非利士人、腓尼基人、古波斯、马其顿帝国和塞琉古帝国、罗马、东罗马、穆斯林和十字军占领。
青铜时代中期，就有人在阿斯卡隆定居。進入铁器时代，阿斯卡隆已發展成迦南最大的海港，迦南人在砂岩岩层建造了阿斯卡隆，地下水水源充足。當時有15,000居民住在2.4 km长、15米高、50米厚的城墙内，整座城市面積超过607,000 m²。大约公元前1150年，非利士人征服迦南人的阿斯卡隆。阿斯卡隆也是非利士人五城之一。阿斯卡隆也是以色列王国和犹大王国的交战戰場。非利士人後來據守阿斯卡隆反抗巴比伦国王尼布甲尼撒二世，最终阿斯卡隆在公元前604年陷落，城市被焚烧并摧毁，人民被驱逐流放，非利士人时期结束。阿斯卡隆很快得到了重建。在哈斯蒙尼王朝时期，这里是大规模猎巫的发生地，公元前1世纪，法利赛人学者和犹太公会的Nasi，拉比Simeon ben Shetach 在一天内处死了80名被指控有魔力的阿斯卡隆妇女。后来，这些妇女的亲戚进行复仇，她們最終讓Simeon的儿子被处死。阿斯卡隆也是大希律王的出生地，他繼續經營这座城市，使其在罗马和东罗马帝国时期继续保持繁荣。
十字军东征期间，由于其靠近海岸，以及介于十字军国家与埃及之间的位置，阿斯卡隆成為各方爭奪的焦點，例如1099年爆發的阿斯卡隆戰役的主戰場就位於阿斯卡隆。1153年阿斯卡隆战役中，鲍德温三世率领十字军包圍阿斯卡隆達5个月，终于征服阿斯卡隆，将其并入雅法郡，组成雅法和阿斯卡隆郡，成为耶路撒冷王国的4个主要领地之一。
1187年哈丁战役后，埃及阿尤布王朝的开创者萨拉丁在征服十字军国家耶路撒冷王国時夺取阿斯卡隆。1191年，在第三次十字军东征期间，萨拉丁因为阿斯卡隆具有对基督徒的潜在战略价值而下令摧毁该市，但是十字军领袖理查一世在废墟建造一个根据地。在12世纪的大部分时间，阿斯卡隆仍然是十字军国家的一部分。
1270年，当时的馬木留克蘇丹國君主拜巴尔一世又下令摧毁阿斯卡隆的防御工事以及港口。 
以色列城市阿什凯隆的名字就來自於阿斯卡隆。
1985年，哈佛大学的Lawrence Stager开始组织考古学发掘工作，發現了50英尺碎石。